# Шуо
Шуо — река в России, протекает по Калевальскому району Карелии.
Протекает через озеро Димитрия как Димитрия, принимает левый приток — Нуотаою (из озера Рютинлампи), в озере Малое Шуоярви принимает правый приток Маяйоки и принимает его имя, ниже озера Большое Шуоярви (в котором принимает правый приток — Сювяою) называется Шуо.
На высоте 115,9 м над уровнем моря впадает в озеро Шомбозеро, через которое протекает Шомба. В устье реки находится нежилой населённый пункт Шомбозеро. Длина реки составляет 28 км, площадь водосборного бассейна — 128 км².

## Данные водного реестра
По данным государственного водного реестра России относится к Баренцево-Беломорскому бассейновому округу, водохозяйственный участок реки — Кемь от Кривопорожского гидроузла и до устья. Речной бассейн реки — бассейны рек Кольского полуострова и Карелии, впадает в Белое море.
Код объекта в государственном водном реестре — 02020001012102000004597.